# Ishmael Addo
Ishmael Addo (ur. 30 lipca 1982 w Akrze) – ghański piłkarz występujący na pozycji napastnika.

## Życiorys
Addo jest wychowankiem zespołu Accra Hearts of Oak SC. Od 1998 roku był włączony do kadry pierwszego zespołu. Przez 3 lata gry zagrał tam w 81 meczach i strzelił 54 bramki. Jego osiągnięcia zostały dostrzeżone w Europie i Addo na początku 2002 roku przeniósł się do francuskiej Bastii. Zagrał tam jednak tylko w 2 meczach.
Po nieudanej przygodzie w Bastii, napastnik przeniósł się do Izraela. Wylądował tam w zespole Maccabi Netanja. Przez 2 lata zagrał w jego barwach 48 spotkań i strzelił 13 bramek. W sezonie 2004/2005 Addo przeszedł do Maccabi Tel Awiw, w którym rozegrał 21 spotkań i strzelił 4 bramki.
W 2005 roku został zawodnikiem greckiego PAE Ergotelis. Pobyt Addo w tym klubie nie trwał długo – napastnik szybko przeniósł się do cypryjskiej drużyny – Enosis Neon Paralimni. W 2007 roku powrócił do swego macierzystego klubu – Hearts of Oak Akra. W 2008 roku był graczem East Bengal Club. Następnie bronił barw drużyn Accra Hearts of Oak SC, Wassaman United oraz Eleven Wonders FC.

## Kariera reprezentacyjna
Addo uczestniczył w Mistrzostwach Świata U-17 w 1999 roku, które odbyły się w Nowej Zelandii i został królem strzelców tej imprezy. Strzelił tam 7 bramek, a młodzieżowa reprezentacja Ghany zajęła 3. miejsce. W dorosłej reprezentacji Ghany Addo zadebiutował w lipcu 2000 roku w meczu z reprezentacją Sierra Leone.

## Osiągnięcia
Klubowe:
- Mistrzostwo Ghany (1999, 2000, 2001)
- Puchar Ghany (2000, 2001)
- Afrykańska Liga Mistrzów (2000)
- Superpuchar Afryki (2000)

Indywidualne:
- król strzelców Ekstraklasy Ghany (1999, 2000, 2001)
- król strzelców Mistrzostw Świata U-17 w 1999